# 존 맥칼럼
존 맥칼럼(영어: John McCallum, 1950년 4월 9일 ~ 2025년 6월 21일)은 캐나다의 정치인이다. 2002년 5월 26일부터 2003년 12월 11일까지 국방부 장관을 지냈고,  2003년 12월 12일부터 2004년 7월 19일까지 보훈부 장관을 지냈으며, 2004년 7월 19일부터 2006년 2월 5일까지 국세부 장관을 지냈고, 2015년 11월 4일부터 2017년 1월 10일까지 이민부 장관을 지냈으며, 2017년 3월 18일부터 2019년 1월 26일까지 주중대사를 지냈다. 케임브리지 대학교, 팡테옹 소르본 대학교, 맥길 대학교에서 수학하였다.